# کوسوریچه
کوسوریچه (به صربی: Kosuriće) یک منطقهٔ مسکونی در صربستان است که در نووی پازار واقع شده‌است.